# KF-21 (航空機)
KF-21 ポラメ
KF-X 1号機  (KAI 2022)
- 用途：戦闘機
- 設計者：

  - 国防科学研究所
  - 韓国航空宇宙産業
- 製造者：

  - 韓国航空宇宙産業
  - インドネシアン・エアロスペース
- 初飛行：2022年7月19日
- 運用状況：開発中

KF-21は、大韓民国とインドネシアが開発中の両国の空軍向けの第4.5世代ジェット戦闘機である。別称は｢ポラメ(又はボラメ)｣（朝: 보라매、若鷹の意）。正式名称判明前は｢KFX｣という名称で認知されていた。

## 概要
KFXの開発計画は、2001年3月に韓国空軍士官学校の卒業式で、金大中大統領により発表された。韓国にとってはFA-50に次ぐ2番目の戦闘機開発計画である。韓国航空宇宙産業（KAI）によると、国産AESAレーダーを搭載し、運用コストはF-35Aの半分としている。
初飛行は、2020年代を予定している。実際に配備されれば、2050年代まで使用されることが予想される。
韓国はKF-Xの開発において必要な技術の63%を保有しており、インドネシアン・エアロスペース、トルコ航空宇宙産業、SAAB、ボーイング、ロッキード・マーティンにKF-Xの開発の為に協力を求めていた。第一段階として約120機のKF-Xが生産され、これらが初期作戦能力（IOC）を獲得した後にさらに130機が生産される予定である。KF-Xの費用は約5,000万ドル以上と推定される。
韓国国防科学研究所 (ADD) による当初のKF-X計画の運用要求は、単座双発でラファールやユーロファイター タイフーン以上、F-35未満のステルス能力を開発することとなっていた。計画の焦点は、KF-16級を超える能力を持つ戦闘機を2020年までに生産することであった。
総事業費は開発費8兆5,000億ウォン（約8,260億円）に加え、量産費9兆6,000億ウォンと合わせて総額18兆1000億ウォンが投入される予定である。
2009年よりインドネシア空軍も配備を検討しており、韓国とインドネシアは2010年7月15日にKF-X戦闘機の生産協力に合意した。
韓国は開発予算の60%を負担し残り40%は外国の協力者が負担する事が推定されていた が、最終的に開発費の分担は韓国政府が60％、KAIが20%、インドネシアが20％となった。
2016年の同意では、インドネシアは約13億ドルを支払い、最大48機のIF-X（KF-X）を取得し、技術移転を受ける予定だった。しかし、インドネシアは、国内予算の制約を理由に、分担金の約13％である1億9,000万ドルしか支払っておらず、防衛事業庁関係者によると、2019年7月時点でインドネシアには2億5,000万ドルの不足金がある。インドネシアはインドネシアン・エアロスペースがスペインと共同生産したPTDIとしても知られるCN235輸送機の提供を含め、物納を申し出た。2020年12月にはインドネシアがフランスのラファール購入に興味を示しているとも報じられている。

## 設計と開発
兵装システムの概念開発と建国大学校の用途研究センターによる研究時点では、KF-XはKF-16を凌駕し韓国のF-4D/E ファントム IIと F-5E/F タイガー IIを更新する予定で生産数は250機以上が期待されていた。KF-16と比較してKF-Xは戦闘半径が50%大きく、機体寿命が34%長く、また国産のアクティブ・フェイズド・アレイレーダーを含むより高性能のアビオニクス、電子戦装置、IRSTやデータリンクを搭載する。運用要求ではさらに、1または2基のエンジンによる50,000ポンド程度の推力、高速迎撃能力・超音速巡航能力、ある程度のステルス性能、そしてマルチロール能力を持つことが規定されている。
KF-Xの開発はブロックと呼ばれる区分で分けられ段階的に進められる。2026年までに開発予定のブロックIでは空対空戦闘能力のみであり、2028年までのブロックIIにて空対地戦闘能力が追加される。ウェポンベイ等のステルス機能の将来における導入を想定した外形となっており軍の需要により派生型事業（ブロックIII)にて考慮される。対地兵器としては軍需企業であるLIG Nex1が開発している国産長距離空対地ミサイル（KEPD 350の韓国版）が2020年代半ばに開発完了予定である。
2019年5月、DAPAは、ハンファシステムズが開発し2020年後半に公開される生産試作用AESAレーダーの設計審査が完了したことを発表した。ハンファシステムズは、イスラエルのエルタシステムズと協力しAESAレーダーのハードウェアを完成させた。ハンファシステムズ関係者によると、2019年4月にイタリアのレオナルドの技術支援を受けて、ハードウェアシステムの試験がフライトテストベッドの737-500機内で実施された。レーダーは韓国でさらにテストされる。
2019年10月15日から20日に開催されたソウル航空宇宙防衛展（ADEX）展示されたモックアップには、翼下のハードポイントに増槽、レーザー誘導爆弾、IRIS-T短距離空対空ミサイルが各2発搭載された。4発のミーティアが胴体の下に搭載されており、ロッキードマーティンの照準ポッドが胴体の右に取り付けられていた。
ゼネラル・エレクトリック社製のF414エンジンをローカライズしたF414-GE-400Kを2基搭載。韓国のハンファ・エアロスペースが製造等を含め担当する。
アメリカは原則として戦力化された戦闘機を対象にミサイル輸出許可をするため、当初計画中のKF-21には搭載許可が下りず、上記の様に空対空ミサイルにはミーティアとIRIS-Tを選択して開発が行われ、ある程度機体製造が現実性を帯びてからAIM-9XとAIM-120の統合が許可された。ミサイル統合作業の二度手間などで無駄が発生してしまったが、これはむしろ輸出した場合に顧客がミサイルを選択できる利点になった。

### 派生開発
KF-21自体が試作段階であり、本格的な設計・開発は行われていない。
複座型
2025年2月19日に亜成層圏における遷音速飛行での試験飛行に成功した量産型バージョン。前席で機体制御などの従来業務、後席でドローン・ジェット機等の無人機管制業務を担当する。
艦載型
2022年9月に開催されたDX Korea 2022にてKAIが公開した艦載機バージョン。KF-21Nと呼称されている。KF-21から主翼面積が20％増加し、折り畳み機構が追加される。展示された縮小模型では機体構造も強化され、前脚にカタパルト用のランチバー、後部胴体に制動用拘束用のアレスティング・フックが追加されており、主脚格納場所も胴体内から胴体と主翼付け根の膨らみに移動している。一方でこれらの変更の結果、原型機よりも最高速度はマッハ1.6と低下している。また、F-35Bの運用を前提に計画していたCVXにも大幅な変更が必要となる。
エスコート・ジャマー型
2023年1月10日のKF-X事業講演会で言及された電子戦機バージョン。一部メディアではKF-21Gと呼んでいる。
拡大発展型
空軍が実現可能性調査しているモデルの一つで、非公式にKF-XX 。F/A-18から発展したF/A-18Eと同様の開発モデル。

## 沿革

### 計画開始・技術開発
2001年3月、韓国空軍士官学校の卒業式で、金大中大統領（当時）によりKFXの開発計画が発表された。
2008年1月、韓国の軍事情報誌「DEFENSE TIMES」では、KFX計画が白紙となる可能性が大きくなったと報じた。
2010年7月15日、インドネシア政府はKF-X計画で計画完了後にインドネシア空軍の為に約50機を受け取る為に開発費用の20%の予算を負担する事に合意した。2010年9月にインドネシアは法務と航空の専門家で構成されるチームを航空機の権利関係の問題を議論する為に韓国に派遣した。
2010年9月7日、Korean Defense Acquisition Program Administration (DAPA) のMaj. Gen. Choi Cha-kyuはトルコが計画参加に興味を示していると述べた。
2010年12月15日、トルコの調達担当の上級職員は「戦闘機の開発において、我々は真に対等な協力関係を必要としている。問題は、韓国が対等な関係には合意しそうにないことだ」と述べた。
2010年12月、延坪島砲撃事件を受けて、北朝鮮の脅威に対抗する為、開発の重点をステルス性能へと移すことが検討されていると報じられた。
2012年9月25日、国防部が発表した2013年度予算案で、KFX計画の予算が無くなっていた事が判明した。代わりにこの計画に経済性があるかどうか、継続するのか中断するのかを再検討するための予算、45億ウォンが計上された。これはKFX開発費を負担するはずだったトルコが、KFX計画への参加を撤回した事が原因であった。トルコが抜けた場合、韓国の負担は1兆ウォンほど増える。そのため代わりとなる海外共同開発パートナーの確保が必要となるが、これも難航しており、KFX計画は中断の危機に瀕している。
2013年5月23日、EADS（現エアバス）は23日、KFX計画に対し2兆ウォン（日本円で2,040億円）を投資する意向を発表した。
2013年7月5日、KAIが「韓国次世代戦闘機開発計画」新コンセプト「KFX-E」を公開した。従来のKFXを小型化したもので、機体は同社の超音速練習・軽攻撃機T-50をベースとしている。F-16とF-35の中間的な存在とするのが趣旨である。これは中断しているKFXに見切りをつけ、新しいコンセプトで事業継続を狙っての事である。しかしKFXの共同開発に参加しているインドネシアは、KFX計画に何ら成果が無かったと韓国を批判している。
2013年12月11日、防衛事業庁（防事庁）が、暫定的に2基のエンジンを搭載した双発機を開発する方針を国防委員会に非公開で報告していたことが判明した。この計画では、開発費が当初の6兆ウォン（2013年12月時点のレートで約5,890億円、以下同じ）から8兆ウォン（約7854億円）に増額。開発時期も当初の2021年完成より2〜4年遅れることになる。完成予定時期は暫定機が2023年、KFXが2025年とされている。
2014年1月13日、インドネシアのシャリフ副国防相がKFX / IFX事業継続の議論のために防衛事業庁を公式訪問した。
2014年1月15日、韓国軍当局がKFXの2023年の戦力化を目指し、本格開発に乗り出すと発表。調達数は約120機で、初期予算として今年度国防費に200億ウォン（約19億8,400万円）が計上された。
2014年5月20日、防衛事業庁が国内でシステム開発が妥当であるかどうかを再検証する為に、KF-X開発事業に要する費用の分析と妥当性検証を韓国国防研究院（KIDA）に研究を依頼した事が判明。これによりKFXシステムの開発着手時期が11月から12月に延期された。
2014年7月6日、韓国国防部がKFXを双発エンジン戦闘機として開発する事を、事実上決定したことが明らかになった。
2014年8月31日、聯合ニュースが9月に防衛事業推進委員会にKFX事業体系開発基本計画案が上程されたのち、防衛事業庁が11月に優先交渉先を選び、12月に体系開発契約を締結する方針であることを報じた。システム開発事業者には韓国航空宇宙産業が有力視されている。その一方で海外から核心軍事機密部品の購買で各国からの確約が取れない事や、ロッキード・マーティンからの機密技術移転とサポート、インドネシアからの出資等の多くの問題が未解決であることから、事業開始が来年に延期されるという指摘もある
2014年9月24日、韓国防衛事業庁が国防部の第83回防衛事業推進委員会に対し、F-35Aを40機購入するのと併せて、製造元のロッキード・マーティン社がKFX開発事業に対し、17分野の技術移転をするという約束を得たことを、「FX事業交渉結果」として報告したことを発表した。移転される技術の内容は17分野、約200種類にわたり、レーダー冷却技術や燃料タンク、エンジン火災を鎮火する技術などだが、ステルス技術については移転が認められなかった。
2014年10月6日、韓国防衛事業庁はインドネシア国防省とKFX共同開発に関する基本合意書を締結したと発表。合意書の内容は共同開発において、基本原則と費用や業務の分担をめぐる基準を確立するもので、インドネシア国防省が開発費の20％を負担する事が明らかになった。インドネシアで行われた締結式にはプルノモ・ ユスギアントロ国防相や趙泰永（チョ・テヨン）駐インドネシア大使らが出席した。これによりKFXは年内に開発着手となる予定である。
2014年11月10日、韓国国防部はインドネシアとKFXの共同開発事業を継続する契約を締結した事を発表した。この契約の中で両国は互いの事業分担の割合も決めており韓国が80％、インドネシアが20％となっている。またインドネシアは将来的にKFXの最終組立ラインを構築し、自国でKFXを生産することができるようになる。
2014年12月3日、韓国国防部と防衛事業庁は、国会本会議を通過した2015年度国防予算で、KF-X事業の予算が552億ウォンで最終編成されたことを発表した。
2014年12月29日、ボーイングとエアバス、大韓航空が3社連合を組み、KFX計画に参画することが発表された。報道によると、ボーイングが F/A-18E/F スーパーホーネットにウェポンポッドとコンフォーマルタンクの搭載改造を施し、エアバス社が同機にステルス化を施すもので、3社はこの機体をKFXとして採用する様、韓国政府に提案する意向を示している。なお、このプランは以前ボーイングが発表していたF/A-18E/Fインターナショナルロードマップそのものである。
2015年1月23日、ボーイング社がKF-X事業への参加を取りやめた事が判明した。2月9日締め切りの防衛事業庁の同事業の入札応募に対し、参加表明をしたのはKAIだけで、ボーイング社およびエアバス、大韓航空は応じなかった。ボーイング社のスポークスマンはIHS Jane'360誌のインタビューに対し、現在KF-X事業への参入に否定的なコメントをしている。この背景には大韓航空が起こしたナッツ・リターン事件が影響していると報じるメディアもある。これによりKF-X事業はKAIが請け負う可能性が高まった。
2015年3月30日、韓国政府はKF-X開発事業入札で、KAIとその提携企業であるロッキード・マーチンを、優先交渉対象として選定したことを発表した。韓国政府は5月までKAIと価格交渉を行い、6月から事業を本格的に推進する計画である。
2015年4月1日、KF-X事業の核心部品であるアクティブフェーズドアレイレーダー(AESA)、目標捕捉装置、赤外線捜索追跡装置（IRST）、電波妨害装置などが、米国の技術供与ではなくブラックボックス化での採用になるという疑惑が報道された。これに関連して聯合ニュースは、韓国防衛事業庁の関係者の談話として、韓国政府は米国以外の第三国からの技術的支援も検討していると報じた。
2015年7月1日、KF-X事業の核心部品であるアクティブフェーズドアレイレーダー、目標捕捉装置、赤外線捜索追跡装置、電波妨害装置など4件の核心技術移転について、米国政府が韓国政府に対して移転不可能という通知をしてきたことが判明した。技術移転不可通知を受けた防衛事業庁は、海外技術協力会社との別途下請け契約や第3国会社を通じた技術サポートなどの代案を用意していると明らかにした。
2015年9月7日、インドネシアのリャミザルド・リャクドゥ国防大臣はKF-X事業からの撤退を発表した。理由は度重なる計画の延期と遅延である。インドネシアは本事業のために600億ルピア（約5億円）を費やしてきた。韓国では今回のインドネシアの撤退は、経済の沈滞と為替レートの問題で安保関連予算が大幅削減されたため、本事業への優先度が下がり、保有中の第4世代機のグレードアップにシフトしたためであると報道している。なお韓国防衛事業庁は一連の報道を事実無根であると述べ、同庁が現在もインドネシアと接触し続けていると報道されている。
2015年9月21日、国政監査で米国がアクティブフェーズドアレイレーダー、電子光学追跡装備、赤外線捜索追跡装置、電波妨害装置など核心技術の4件について、韓国への移転を拒否したことが判明した。チャン・ミョンジン防衛事業庁長は代替案を模索することを表明している。中央日報は米国政府が移転拒否した以上、ロッキード・マーティン社に対して制裁などはできない、という防衛事業庁の関係者のコメントを紹介している。SBSニュースはAESAレーダーを国産開発するのに通常、20〜30年かかるという、防衛事業庁と空軍核心関係者のコメントを紹介。また今回の核心技術移転の拒否でKF-X事業は致命的な難関に直面したと指摘。米国を批判し、F-35ではなくユーロファイターを次期戦闘機（FX）として選定すべきだったと述べている。
2015年9月24日、防衛事業庁がアクティブフェーズドアレイレーダーと赤外線捜索追跡装置は、ヨーロッパなどの第3国による技術協力の生産を推進し、電子光学追跡装備と電波妨害装置については国内技術で開発する案を検討していると報じられた。しかしその一方で、ヨーロッパの有力戦闘機メーカーはすでに、アクティブフェーズドアレイレーダーと赤外線捜索追跡装置などの韓国への技術協力を拒否しているという報道もされている。
朝鮮日報は今回の核心技術移転失敗が、防衛事業庁に対する責任問題に発展していると報道した。
2015年9月25日、大統領府が防衛事業庁に対し、KF-X事業に関する資料の提出を要求。本事業の担当官を呼び出すなど事業に問題が無かったか、大統領府が調査を開始したと韓国軍関係者が明らかにした。民政首席室が24日午後、防衛事業庁の関連部署に関連資料の提出を要請したことが判明した。
2015年10月6日、防衛事業庁はインドネシアのKF-X事業撤退は誤報であり、10月中に同国と本事業の契約を結ぶと発表した。
2015年10月15日、ハン国防長官がカーター米国防長官と会談。KF-X事業に関する4つ核心技術の移転を要求したが、拒否されたことが判明した。
2015年11月22日、KAIはKF-Xが低空飛行時に必要となる「自動操縦システム」を開発中だと明らかにした。「自動操縦システム」とは、戦闘機が低空飛行時に地形を読み取り衝突を防止する技術で、韓国国産機には搭載されていない技術である。
2015年12月9日、韓国国防部は米国政府がKF-X事業への21項目の技術移転について大枠で承認したと発表した。しかし21項目の細部技術項目については一部が輸出承認されなかったなど、依然米韓両国で協議が必要な状況となっている。
2016年1月7日、インドネシア国防省とインドネシアン・エアロスペースが、KAIとKF-X事業の契約を結んだと発表された。インドネシアは開発費の20％を負担する代わりに、試作機1機と技術移転を受ける予定となっている。
2016年1月21日、韓国防衛事業庁は21日、KAIとKF-X事業のシステム開発開始のための会議を開き、KF-Xの開発を正式に発表した。KF-X事業は2019年までに設計を終え、2021年に試作機6機を製造。その後4年間のテストを行い、2026年6月までに開発を終えることを予定している。
2016年5月26日、KF-Xのエンジンがゼネラル・エレクトリックグループの航空エンジンメーカー、GEアビエーションのF414-GE-400に決まった。
2016年6月22日、韓国航空宇宙研究院（KARI）において1/13の縮小モデルで風洞実験を開始した。秒速70mの条件で機体、降着装置、外部武装形状に及ぼす飛行特性の測定を目的とし、2018年半ばに機体形状を確定する予定。
2016年8月10日、韓国国防部傘下の国防科学研究所がKFXの中核装備となるアクティブ電子走査アレイレーダーの開発事業を開始したことを防衛事業庁が発表した。

### 製造開始
2019年2月14日、KAI本社で試作機の「バルクヘッド」という部品の加工に着手する式典を行った。いくつかの部品は昨年下半期から製作しており、コックピットはモックアップをすでに作成しており、パイロットが構造や位置、サイズの調整をしている。試作機とブロック1ではミサイル4発は胴体下に半埋め込み式で装着し、ブロック2・３で改良予定である。
2019年9月24日から26日、KFX事業の詳細設計検討会議を開き、最終合格を出した。戦闘機の詳細設計の78％を終え、10月から試験機の製作に入る予定。KFXはレーダーに0.5平方メートルの大きさの飛行物体に見えるという。核心装置をはじめ65％を国産化している。生産単価は1機あたり800億ウォンの見込みで、生産規模によりさらに下がる可能性がある。アメリカから技術供与を受けられなかった4件の内、赤外線捜索追尾（IRST）、電子光学照準ポッド（EOTGP）、統合電子戦装置は既に開発したことがあったので難しくなかったが、AESAレーダーの開発が厳しい挑戦となり、現在ハードウェアの85%を作り、来年には完全に国産化する計画である。円形のレーダーは5mmのモジュール1,088個で構成され、探知距離は110km以上という。すでに今年春にイスラエルで地上・空中試験を終え、11月から韓国で空中試験に入る予定。
2019年10月14日、モックアップが「ソウル国際航空宇宙・防衛産業展示会（ADEX）」のプレスデーで初公開された。開発だけで計8兆8,304億ウォン（約8,080億円）が投じられており、2016年1月に開発開始、2018年6月に基本設計が完了。2021年上半期に試作1号機が完成予定。2022年上半期に飛行試験を開始し、2026年までに開発が完了予定。
2020年2月6日、韓国ハンファシステムがKFXに地形追従/地形回避システム（TF/TA）を組み込むため、イスラエルのエルビット・システムズ社と契約。このシステムの導入により、低高度で視界が悪く悪天候でも安全に飛行及び操縦できるようになり、敵の領土で検知されずに行動することができる。

### ロールアウト・地上空中試験
2021年4月9日、慶尚南道にあるKAI泗川工場にてKF-X試作1号機の出庫式が行われた。あわせて形式番号が「KF-21」、愛称が「ポラメ」であることが公表された。今後の予定に変更はなく、1年程度地上テストを行い、2022年に初飛行を予定、2026年までに開発を完了する予定である。式典に出席した文大統領は2028年までに40機、2032年までに120機を空軍に配備する計画であると演説した。
2023年6月時点で飛行試作機6機が初飛行を済ませ、試験に使用されている。
単座型は1号機が2022年7月19日、2号機が同年11月10日、3号機が年の明けた2023年1月5日、5号機が5月16日に飛行。複座型は4号機が2023年2月20日、6号機が6月28日に飛行している。
2023年1月17日、初飛行から6カ月目に音速マッハ1.0（時速1224キロメートル）に到達。
2023年3月8日、ボーイング737を改造した飛行試験機（FTB）による国産AESAレーダーの検証が2月に完了。KF-21での飛行試験を開始した。
2023年3月28日、ミーティア分離、機銃発射に成功。 4月4日にはIRIS-Tの発射にも成功した。
2023年5月16日、今までに行われた約260の試験検証で要求性能が満たされている事から暫定戦闘用適合判定を受け、2024年の量産開始に向けた要件を備えた。今後も試験は継続され、2026年には最終的な「戦闘用適合」判定を得て、空軍への配備される計画だ。また、同日にはインドネシア人パイロットが試作4号機に搭乗、始めて飛行した。

## その他

### 機密漏洩
2009年10月韓国空軍の退役した将軍が機密情報をスウェーデンの航空、防衛企業のサーブに漏らした嫌疑で逮捕された。将軍は韓国国防大学内で撮影した秘密文書の複製の代金として数十万ドルの賄賂を受け取ったとされる。サーブはいかなる嫌疑も否認している。

### 広報動画の盗用問題
韓国国防科学研究所（ADD）が4,000万ウォンをかけて制作して2015年に公開したKFXのプロモーションビデオの中に使われている映像が、「エースコンバット アサルト・ホライゾン」や「バトルフィールド3」といったゲームソフトのプレイ動画を盗用した、著作権侵害であることが判明した。またBGMも映画「パイレーツ・オブ・カリビアン」からの盗用であることが判明した。著作権侵害が確認された部分については映像を削除して再公開するとしている。これについて韓国国防科学研究所（ADD）とKAI、映像制作を請け負ったNabixのいずれも自らの組織の責任を認めなかった。

## 仕様
本機は開発中のため、これらの性能は準備段階の数値である。

### 諸元
- 乗員: 1/2名
- 全長: 16.9 m
- 全幅: 11.2 m
- 全高: 4.7 m
- 最大積載量: 7,700 kg
- 最大離陸重量: 25,600 kg
- エンジン: F414-GE-400K ×2
  - 62.3 kN (14,000 lbf) ×2 ドライ推力
  - 98 kN (22,000 lbf) ×2 アフターバーナー使用

### 性能
- 最高速度: マッハ1.81（2,200 km/h）
- フェリー飛行時航続距離: 2,900 km

### 兵器
固定武装
- 20mm M61A2 バルカン砲×1

空対空ミサイル
- IRIS-T
- MBDA ミーティア
- AIM-120
- AIM-9X[102]

空対地ミサイル
- KEPD 350

爆弾
- BLU-109